# Szlarnik atolowy
Szlarnik atolowy (Zosterops stresemanni) – gatunek małego ptaka z rodziny szlarników (Zosteropidae). Występuje endemicznie tylko na wyspie Malaita należącej do Wysp Salomona. Jest gatunkiem najmniejszej troski.

## Systematyka
Gatunek ten po raz pierwszy zgodnie z zasadami nazewnictwa binominalnego opisał amerykański przyrodnik Ernst Mayr w 1931 roku na łamach „American Museum Novitates”. Autor nadał gatunkowi nazwę Zosterops stresemanni, a jako miejsce typowe podał wyspę Malaita. Holotyp, dorosły samiec odłowiony przez H. Hamlina, E. Mayra, W.F. Coultasa i W.J. Eyerdama w lutym 1930 roku, znajduje się w Amerykańskim Muzeum Historii Naturalnej.
Nie wyróżnia się podgatunków. 
Obecne badania genetyczne pokazują, że gatunek ten należy do jednego kladu z szlarnikami: cytrynowym (Z. chloris), czarnoczelnym (Z. atrifrons),  żółtodziobym (Z. emiliae),  górskim (Z. montanus), czarnogłowym (Z. atricapilla), sawannowym (Z. abyssinicus), syberyjskim (Z. erythropleurus), złotawym (Z. nigrorum), japońskim (Z. japonicus), indyjskim (Z. palpebrosus), przylądkowym (Z. virens), malgaskim (Z. maderaspatanus), brunatnym (Z. brunneus), czarnołbistym (Z. melanocephalus), senegalskim (Z. senegalensis), australijskim (Z. luteus), jasnym (Z. citrinella), archipelagowym (Z. metcalfii), pręgowanym (Z. vellalavella), koralowym (Z. ugiensis), gołookim (Z. superciliosus), żółtoczelnym (Z. flavifrons), szarym (Z. cinereus), złotodziobym (Z. luteirostris), szlachetnym (Z. splendidus), nadobnym (Z. kulambangrae), rajskim (Z. rendovae ), rdzawobocznym (Z. lateralis), samotnym (Z. rennellianus), skromnym (Z. inornatus), papuaskim (Z. griseotinctus) i pustelniczym (Z. murphyi).

### Etymologia
- Zosterops (Fosterops): gr. ζωστηρ zōstēr, ζωστηρος zōstēros „pas”; ωψ ōps, ωπος ōpos „oko”[10].
- stresemanni – epitet gatunkowy jest eponimem honorującym Erwina Stresemanna (1889–1972) niemieckiego ornitologa, przyjaciela autora pierwszego opisu tego gatunku[11].

## Morfologia
Mały ptak o szpiczastym, lekko zakrzywionym, stosunkowo dużym dziobie. Żuchwa matowo pomarańczowa z żółtawym końcem, górna szczęka szarawa. Nogi i stopy zielonkawo-szare. Tęczówki jasnobrązowe. Nie występuje dymorfizm płciowy. Wokół oczu nie ma charakterystycznych dla większości szlarników obrączek ocznych, ale ma zielonkawą gołą skórę. Od dzioba do oka czarniawy pasek, który przechodzi za oko. Górne części ciała żółtawo-oliwkowe. Lotki skrzydeł i sterówki ogona czarnobrązowe z szerokimi pirytowo-żółtymi obrzeżami. Dolne partie ciała jaśniejsze. Gardło, podgardle, szyja i pierś bladooliwkowozielone z lekko żółtymi pręgami. Brzuch i Pokrywy podogonowe żółtawe. Młode osobniki są podobne do dorosłych. Długość ciała 13,5 cm, masa ciała samica 21,7 g, samiec 22,2 g. Wymiary jakie podał E. Mayr:
|                                            | Samiec  | Samica  |
| ------------------------------------------ | ------- | ------- |
| Długość skrzydła (mm)                      | 67–73   | 65–69   |
| Długość dzioba (mm)                        | 10–11,5 | 10–11,5 |
| Długość ogona bez środkowych sterówek (mm) | 43–47   | 42–45   |
| Długość skoku (mm)                         | 20–21   | 20–21   |
| Masa ciała (g)                             | 20–24   | 20,5–24 |

Późniejsze średnie wymiary na podstawie rozprawy doktorskiej z 2010 roku R.A. Blacka: długość skrzydła 68,72 mm, długość ogona 43,56 mm, długość dzioba 17,44 mm i długość skoku 20,42 mm.

## Zasięg występowania
Zasięg występowania (EOO, Extent of Occurrence) według szacunków organizacji BirdLife International obejmuje tylko około 6000 km². Szlarnik pręgowany występuje tylko na wyspie Malaita należącej do Wysp Salomona. Gatunek ten występuje w zakresie wysokości od poziomu morza do 1100 m n.p.m.

## Ekologia
Gatunek ptaka, którego habitatem są różne środowiska od pierwotnego lasu tropikalnego, poprzez zarośla i ogrody do lasów wtórnego wzrostu. Dieta tego gatunku nie jest opisana. Długość pokolenia jest określana na 3,5 roku.

### Rozmnażanie
Brak szczegółowych informacji na temat rozmnażania tego gatunku.

## Status zagrożenia
W Czerwonej księdze gatunków zagrożonych Międzynarodowej Unii Ochrony Przyrody (IUCN) szlarnik atolowy od 1988 roku jest klasyfikowany jako gatunek najmniejszej troski (LC, ang. Least Concern). Liczebność populacji nie jest oszacowana; w 1999 roku gatunek opisano jako bardzo pospolity. Ze względu na brak dowodów na spadki liczebności bądź istotne zagrożenia dla gatunku BirdLife International ocenia trend liczebności populacji jako prawdopodobnie stabilny.